# Bergbau-Technik-Park

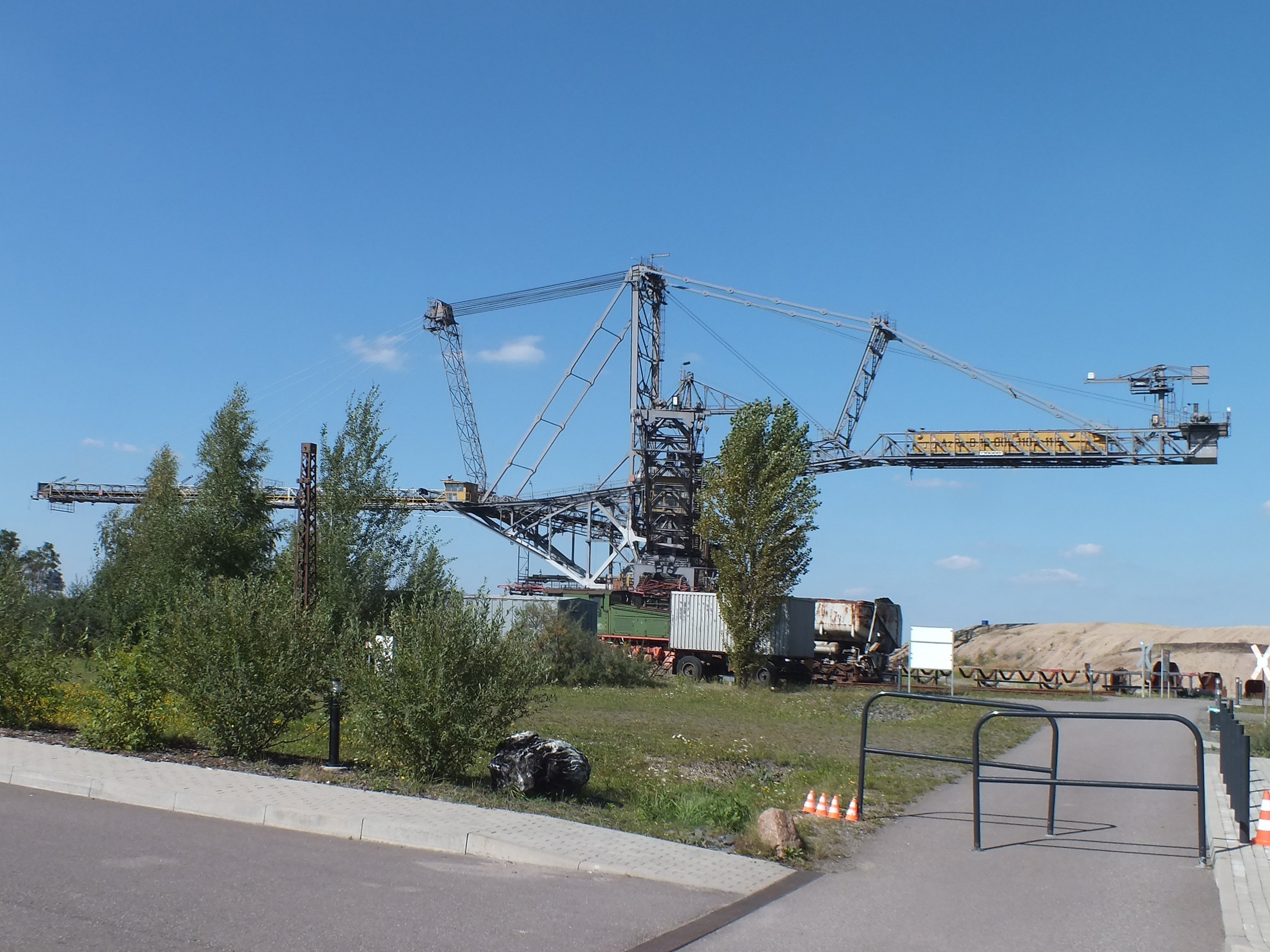
Der Absetzer 1115, 204 m lang, 49 m hoch (2014)

Der Bergbau-Technik-Park ist ein Freilichtmuseum im Leipziger Neuseenland zur Thematik des Braunkohlebergbaus im Leipziger Südraum.

## Lage

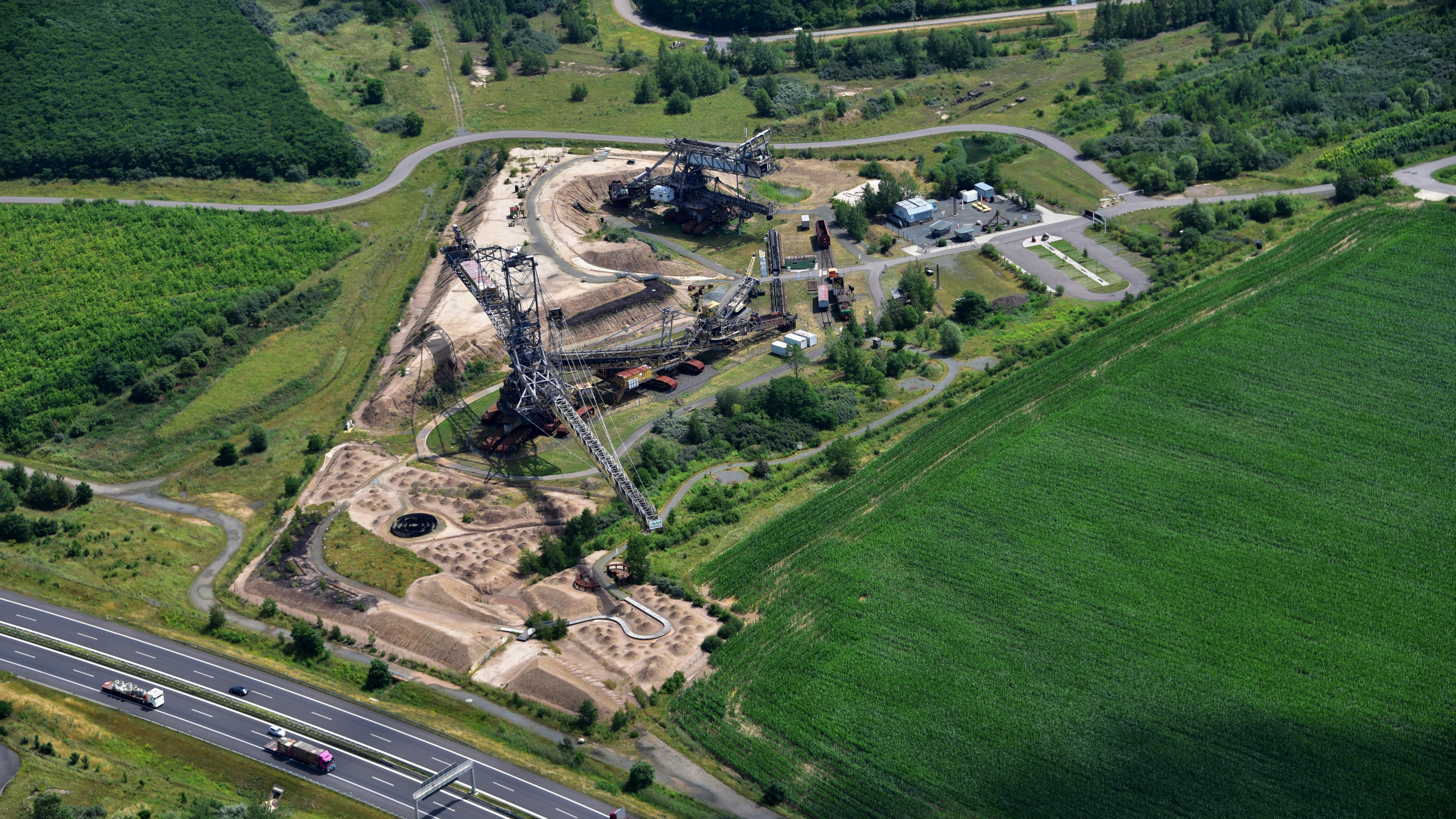
Bergbau-Technik-Park, Luftaufnahme (2017)

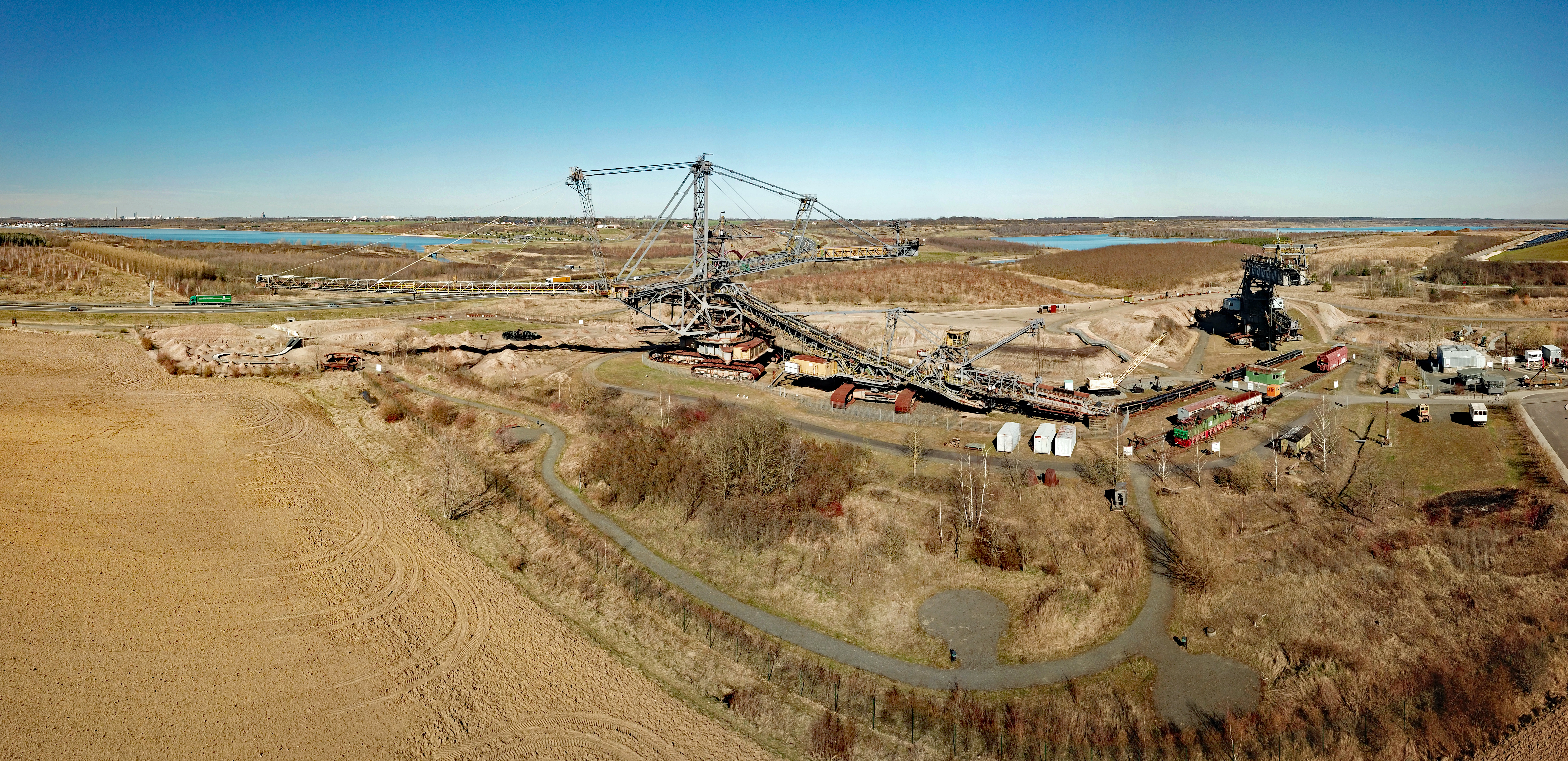
Luftbildpanorama (2016)

Der Bergbau-Technik-Park befindet sich auf dem Abraumgelände des ehemaligen Tagebaus Espenhain in der Nähe des Nordufers des Störmthaler Sees und seiner Verbindung zum Markkleeberger See. Das Gelände gehört zur Gemeinde Großpösna. Nördlich des Parks führt die Autobahn 38 vorbei. Südlich des Parks liegt die Zentraldeponie Cröbern. Die Straßenverbindung zum Park zweigt in der Nähe der Einbindung der Bundesstraße 95 in die Bundesstraße 2 bei Großdeuben ab. Radwegeverbindungen sind auch von Norden her vorhanden.

## Ausstellung
Auf einer Fläche von 5,4 Hektar präsentiert der Bergbau-Technik-Park den gesamten Arbeitszyklus eines Braunkohletagebaus. Das beginnt beim Rückbau der Siedlungen und der Vorbereitung für den Bergbau, reicht über die notwendige Absenkung des Grundwasserspiegels, die Bewegung des Abraums über der Kohle und deren Abbau bis zur Wiederherstellung des Geländes und seiner weiteren Sanierung.
Im Zentrum der Ausstellung stehen zwei Großgeräte aus dem ehemaligen Großtagebau Espenhain, der Schaufelradbagger 1547 (1.300 t, Baujahr 1986) und der (Abraum-) Absetzer 1115 (2.400 t, Baujahr 1985), beide mit mächtigen Raupenfahrwerken. Daneben werden Einrichtungen der Schienen- und Entwässerungstechnik gezeigt, die im Tagebaubetrieb eingesetzt waren. Kohle- und Abraumtransportwagen sowie eine zugehörige Elektrolok LEW EL 2 sind vorhanden. Es werden Elemente von Bandförderanlagen und der Energieversorgung in der Grube gezeigt. Es wird aber auch die Sukzession der Tier- und Pflanzenwelt nach dem Ende des Abbaus verdeutlicht wie auch die Problematik des sauren Wassers in der Folgelandschaft.
Mit zahlreichen Bildern wird an die durch den Tagebau Espenhain beseitigten Dörfer erinnert. Insgesamt 22 Schautafeln an einem Rundgangsweg erschließen dem Besucher Einzelheiten zu den Objekten der Ausstellung, wobei die Tafeln mit Bildern ausgestattet und die erklärenden Texte für Kinder, für Erwachsene und für Interessierte unterteilt sind.

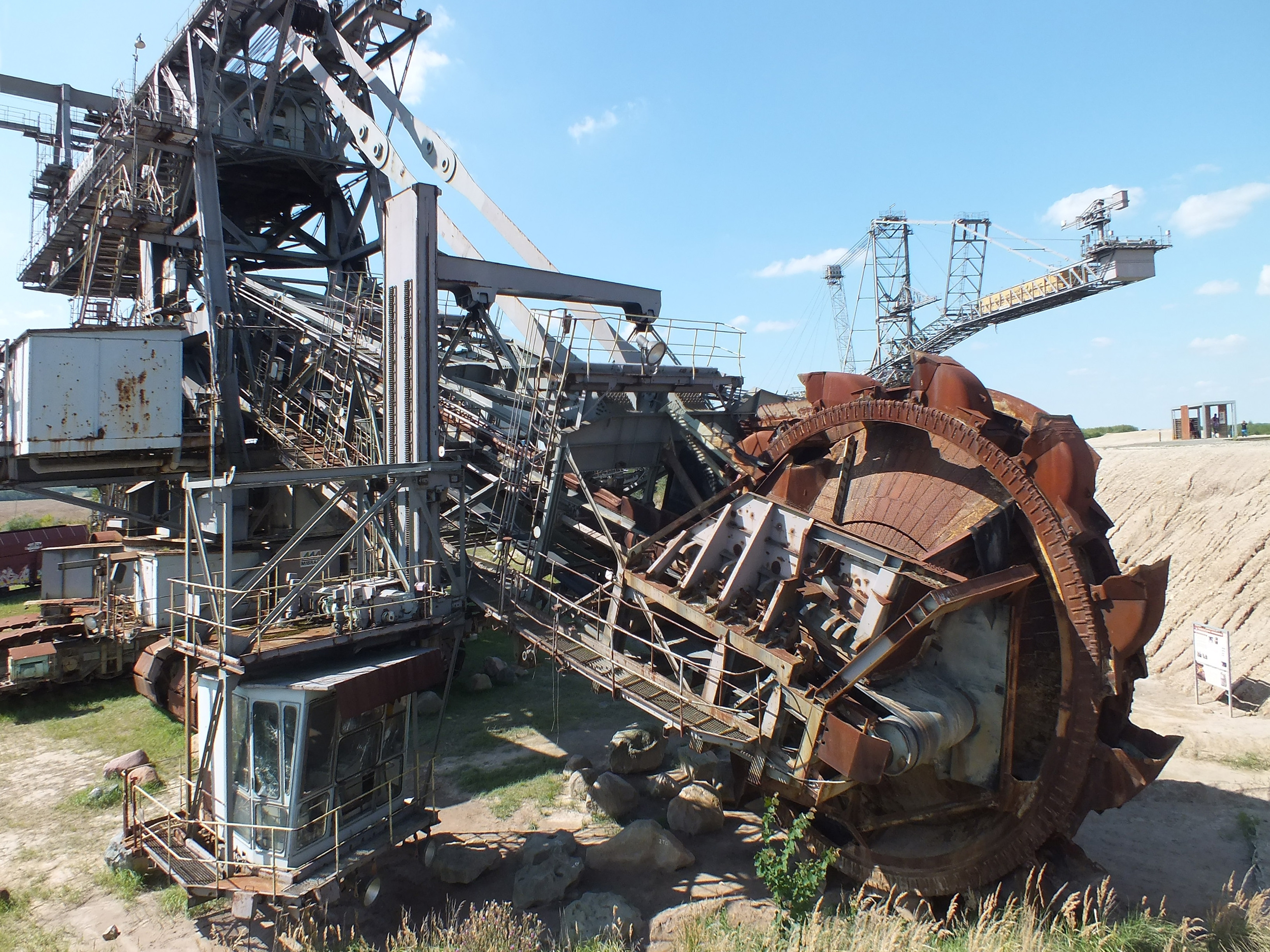
Der Schaufelradbagger 1547
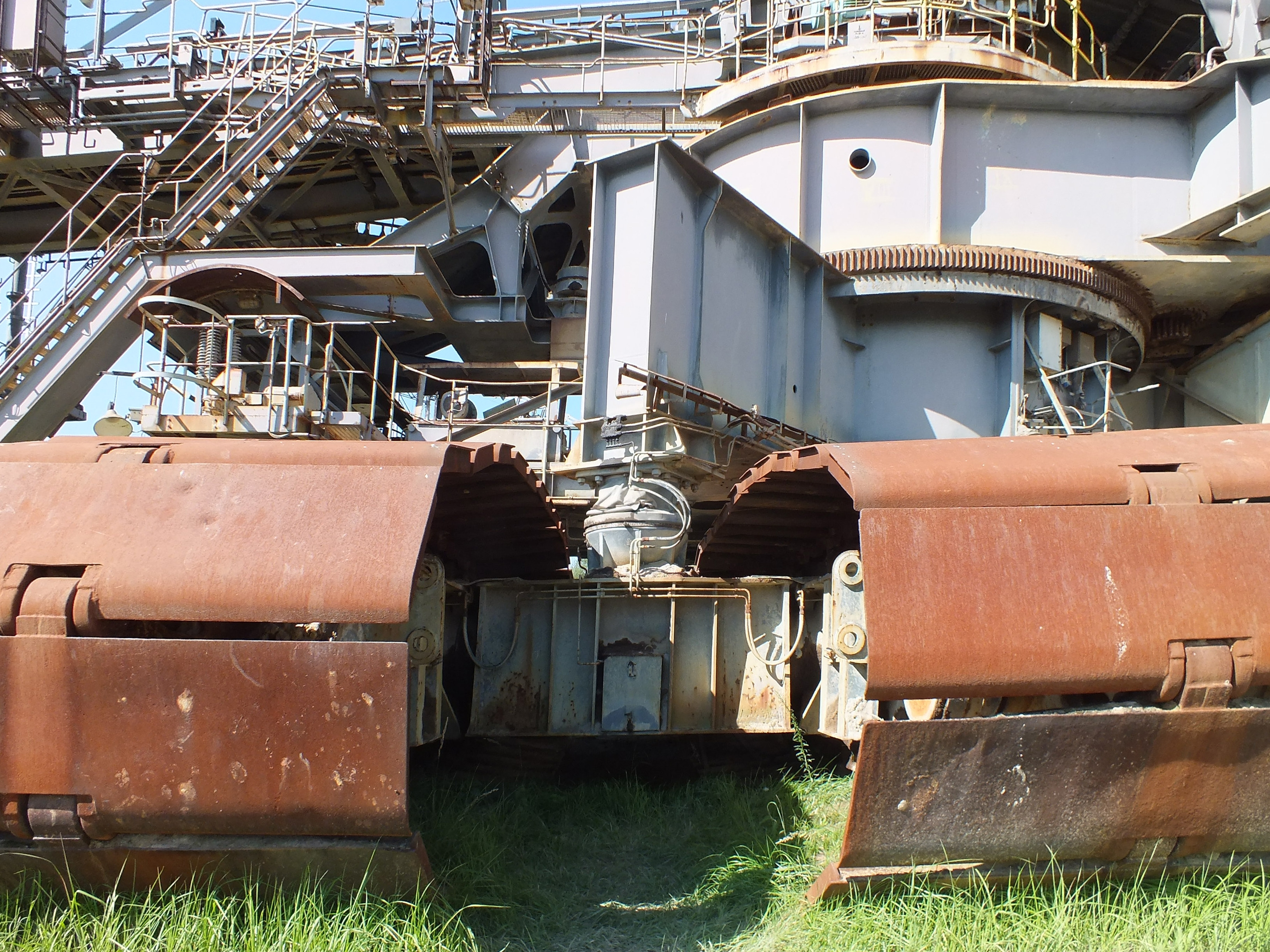
Raupenketten des Baggers
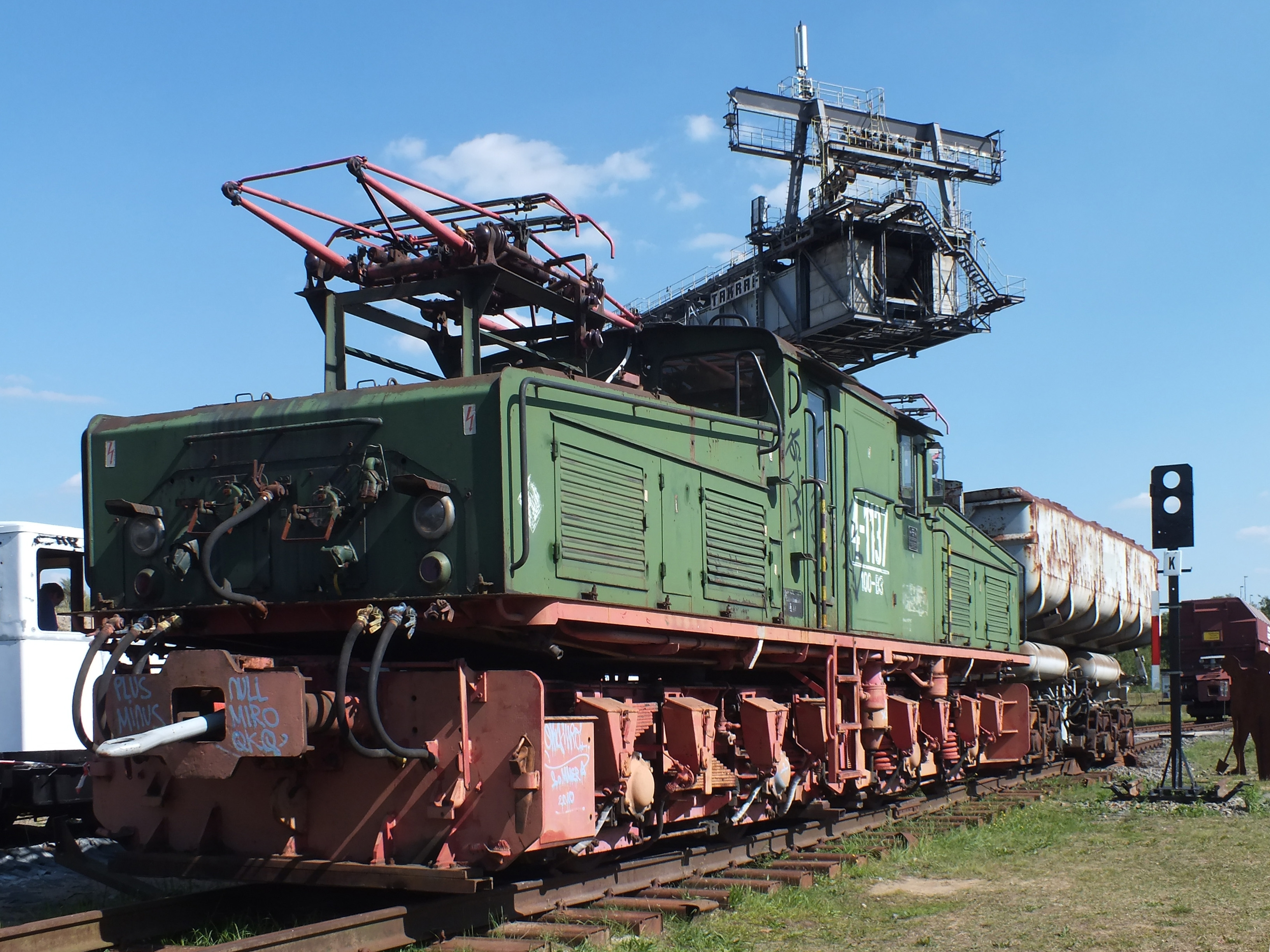
Eine E-Lok mit Abraumwagen
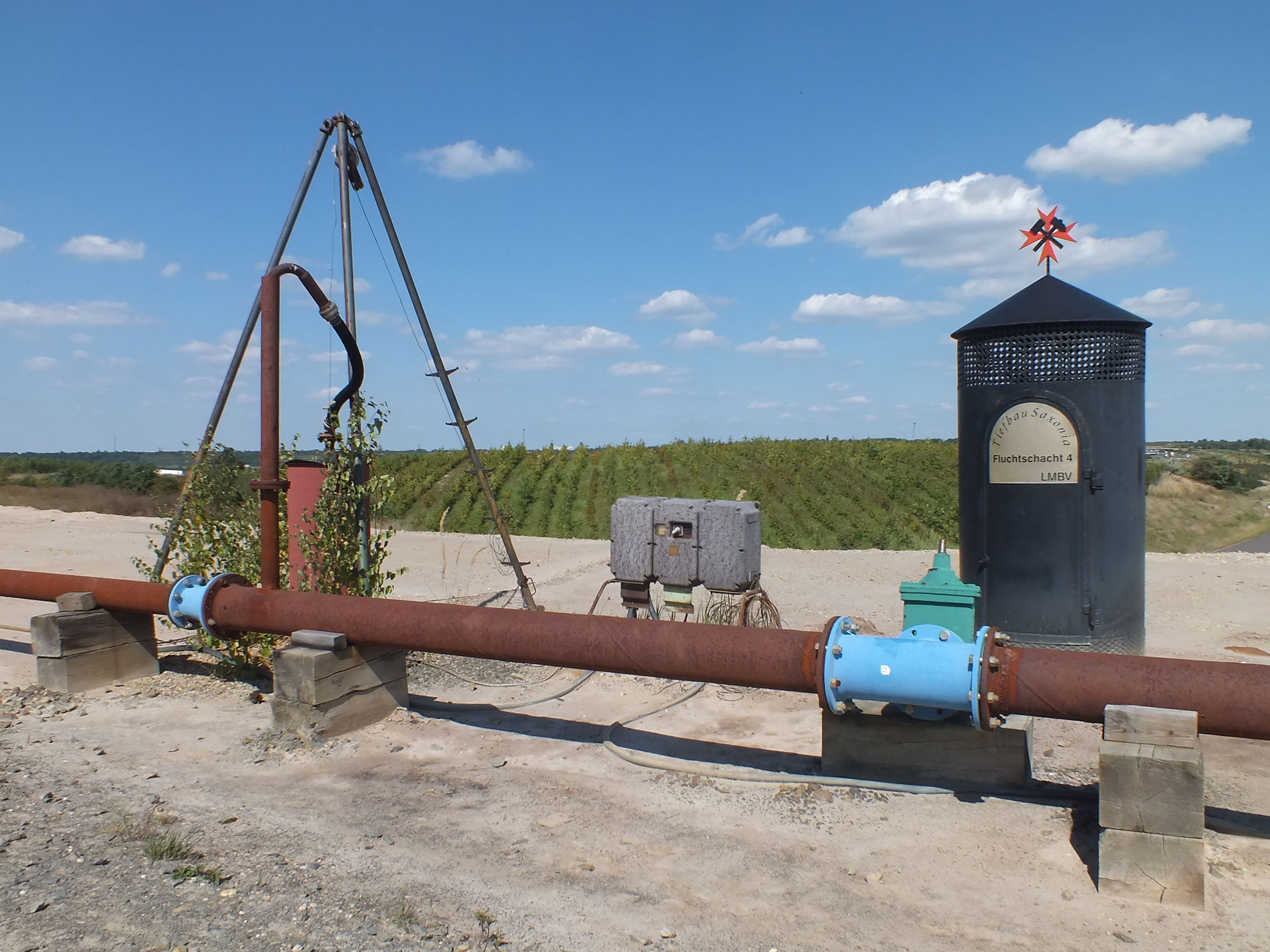
Grubenentwässerung
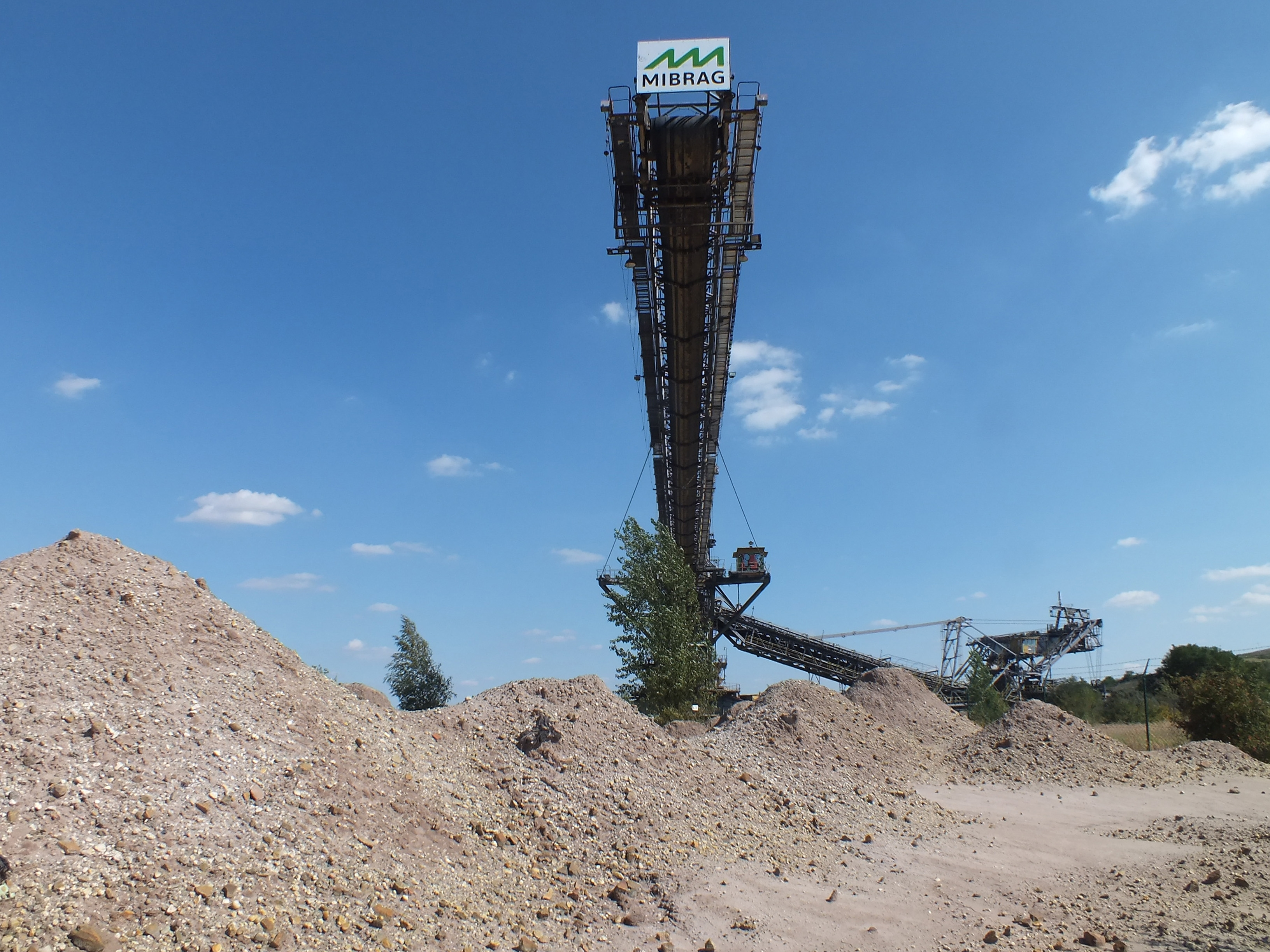
Simulierte Abraumlandschaft

## Geschichte
Im Jahr 2002 gründeten ehemalige Bergleute den Verein Bergbau-Technik-Park e. V. mit der Absicht, die Erinnerung an den Bergbau wachzuhalten, bildend zu wirken und die Attraktivität der Region zu erhöhen. Konkret war das Ziel, die beiden Großgeräte Absetzer 1115 und Bagger 1547 zu erhalten und sie zum Mittelpunkt einer Präsentation von Bergbau- und Maschinenbautechnik zu machen. 2003 übergab die LMBV die Großgeräte an die MIBRAG bzw. den Verein, wobei sich die MIBRAG den späteren aktiven Einsatz des 1115 vorbehielt. 2004 wurde die Gemeinde Großpösna Mitglied des Vereins und Grundstückseigentümer des Areals des vorgesehenen Parks. Ab 2005 wurde ein neues Konzept für den Park erarbeitet und 2006 ein Betreiberkonzept erstellt. 2006 wurde der Verein Mitglied im Dachverein Mitteldeutsche Straße der Braunkohle e. V.
Nach der Lösung zahlreicher Genehmigungs- und Finanzierungsprobleme konnte am 28. Mai 2010 der symbolische Spatenstich für den Park erfolgen. Nach vorherigen einzelnen Öffnungstagen begann am 6. Mai 2012 die erste Saison mit regelmäßigen Öffnungszeiten.
2014 wurde der Bergbau-Technik-Park als eines der 51 Objekte in die Route der Industriekultur in Sachsen aufgenommen.